# 那英
那 英（ナー・イン、1967年11月27日 - ）は、中国遼寧省瀋陽市出身の女性歌手。

## 人物・経歴
満州民族の葉赫那拉氏（西太后が出た氏族として有名）の出身。
1979年、遼寧少年広播合唱団に入団。1985年、瀋陽歌舞団入団。1988年、北京での歌唱コンクール「陽光盃通俗歌曲比賽」にて上位3位に入賞。同年、『山溝溝』が香港十大全曲に選出された。以後、人気歌手として活躍。1993年には台湾の福茂唱片と契約、台湾進出を果たした。 
安定した歌唱力は、幅広い層に人気がある。CHAGE and ASKAのASKAの｢Girl｣を「相見不如懐念-Weep No More-」としてカバーしている。王菲（フェイ・ウォン）との親交が厚い。中国版『セックス・アンド・ザ・シティ』とも呼ばれるテレビドラマ『恋・愛・都・市 恋がしたい』（原題：好想好想談恋愛）では、主演も務めている。このドラマは、中国の大都会に生きる30代の独身女性4人の姿を描いており、中華圏で大ヒットしている。
代表曲として「白天不懂夜的黑」「征服」「梦一场」「出卖」などがある。